# Veloporphyrellus
Genre
Veloporphyrellus est un genre de champignons de la famille des Boletaceae.

## Liste d'espèces
Selon Catalogue of Life (2 novembre 2013), Index Fungorum (2 novembre 2013) et MycoBank (2 novembre 2013) :
- Veloporphyrellus africanus Watling 1993
- Veloporphyrellus pantoleucus L.D. Gómez & Singer 1984